# Lisa Azuelos
Lisa Azuelos (6 de noviembre de 1965 en Neuilly-sur-Seine) es una directora, productora, actriz y guionista francesa. Es hija de la cantante Marie Laforêt y de un padre de origen marroquí.

## Filmografía

### Cine y televisión
| Año  | Título                  | Rol       | Rol       | Rol        | Rol    | Notas                |
| Año  | Título                  | Directora | Guionista | Productora | Actriz | Notas                |
| ---- | ----------------------- | --------- | --------- | ---------- | ------ | -------------------- |
| 1993 | Classe mannequin        |           | Sí        |            |        | Serie de TV          |
| 1995 | Ainsi soient-elles      | Sí        | Sí        |            | Sí     |                      |
| 1996 | La Femme rêvée          |           | Sí        |            |        | Telefilme            |
| 2001 | 15 August               |           | Sí        |            |        |                      |
| 2002 | Ti Amo                  | Sí        | Sí        | Sí         | Sí     | Corto                |
| 2005 | Cavalcade               |           | Sí        |            |        |                      |
| 2006 | Hey Good Looking!       | Sí        | Sí        |            |        |                      |
| 2008 | LOL (Laughing Out Loud) | Sí        | Sí        |            | Sí     |                      |
| 2009 | Victor                  |           | Sí        |            |        |                      |
| 2010 | Tout ce qui brille      |           |           | Sí         |        | Coproductora         |
| 2012 | LOL                     | Sí        | Sí        | Sí         | Sí     | Productora ejecutiva |
| 2012 | Max                     |           |           | Sí         |        |                      |
| 2014 | Quantum Love            | Sí        | Sí        | Sí         | Sí     |                      |
| 2014 | Free the Nipple         |           |           | Sí         |        |                      |
| 2014 | L’Enfer me ment         |           |           | Sí         |        | Corto                |
| 2015 | 14 Million Screams      | Sí        | Sí        | Sí         |        | Corto                |
| 2015 | Noctambule              | Sí        |           |            |        | Corto                |
| 2015 | One Wild Moment         |           | Sí        |            |        |                      |
| 2015 | The Boss's Daughter     |           |           | Sí         |        |                      |
| 2017 | Dalida                  | Sí        | Sí        | Sí         |        |                      |